# Menschwerdung Gottes
Die Menschwerdung Gottes stellt eine theologische, dogmatische Lehre des Christentums dar. Sie gehört zum Kern der meisten christlichen Glaubenstraditionen. Sie heißt auch Fleischwerdung Gottes (Inkarnation, von lat. caro, Fleisch).

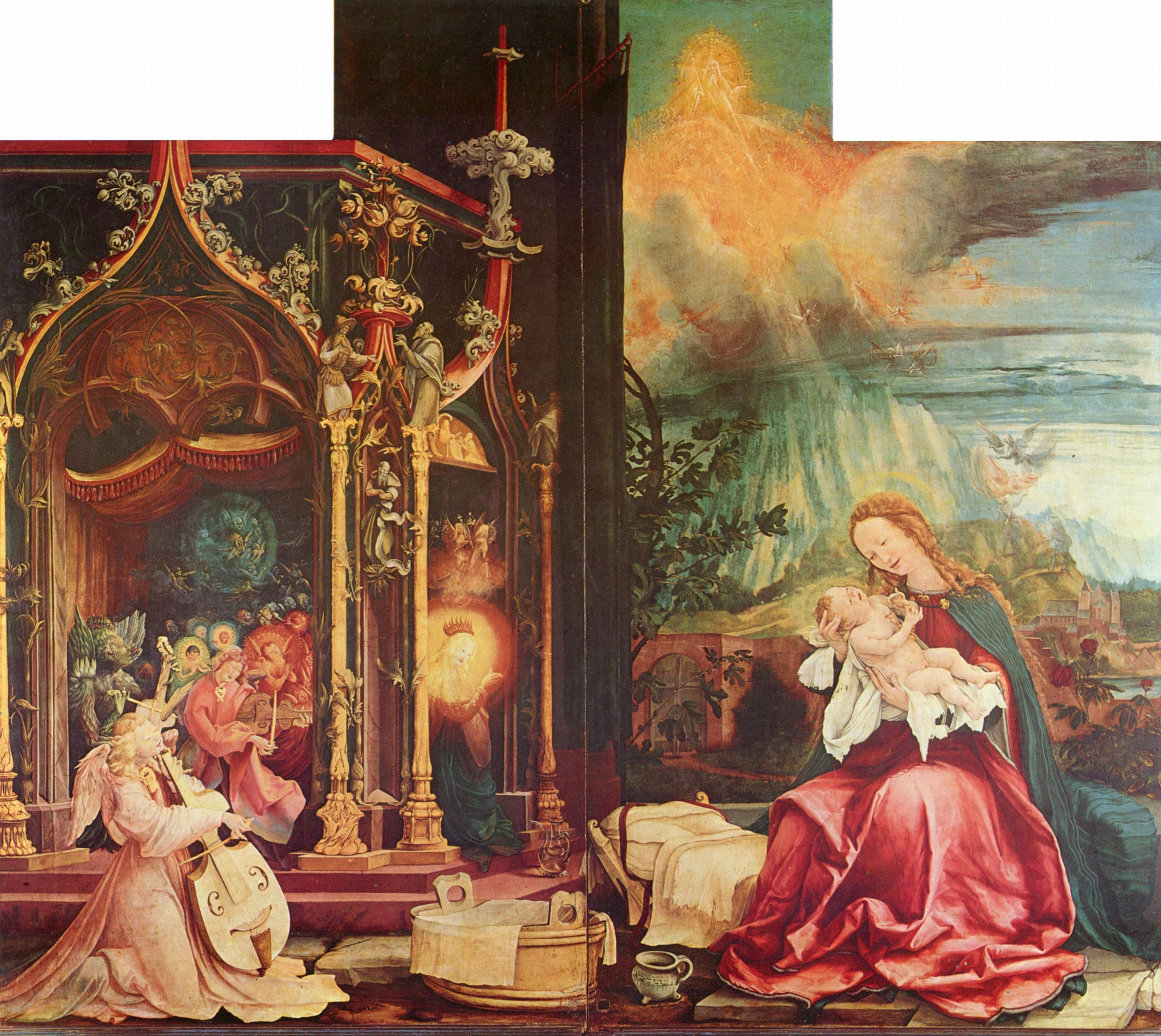
Geburt Christi von Mathias Grünewald, um 1515

Die Menschwerdung Gottes setzt eine Präexistenz Christi vor seiner Inkarnation voraus, meist im Sinne einer ewigen Existenz (siehe Trinität).

## Christentum

### Im Neuen Testament
Im Neuen Testament heißt es wörtlich: „Und der Logos ward [d.h. wurde] Fleisch und wohnte unter uns, und wir sahen seine Herrlichkeit als des eingeborenen Sohnes vom Vater, voller Gnade und Wahrheit.“
Das Thema der Menschwerdung Gottes in Jesus Christus war bereits in der Urkirche Bestandteil der Liturgie, wie es beispielsweise die Cantica im Philipperbrief (Phil 2,5–11 ), Kolosserbrief (Kol 1,15–20 ) und im Prolog des Johannesevangeliums (Joh 1,14 ) bezeugen.

### In der christlichen Tradition
Es dauerte jedoch Jahrhunderte, bis die darauf aufbauende Christologie in zahlreichen Auseinandersetzungen definitiv formuliert wurde. Ein Meilenstein war dabei das erste Konzil von Konstantinopel im Jahr 381, in dem am Ende des arianischen Streits im Nicäno-Konstantinopolitanum die Formulierung des ersten Konzils von Nicäa, dass Jesus von Nazaret aus dem Wesen des Vaters gezeugt und mit diesem wesensgleich sei, bestätigt wurde.
Das Christentum sieht in Jesus von Nazaret den ewigen Sohn des Vaters, der geboren wurde, lehrte und heilte, litt, am Kreuz starb und von den Toten auferstand. Diese Inkarnation Gottes in Jesus von Nazareth ist bis heute der Kern aller Hauptrichtungen des christlichen Glaubens. Die Menschwerdung (Inkarnation) wird an Weihnachten unter dem Aspekt der Geburt, an Ostern unter dem Aspekt des Todes und der Auferstehung und an Pfingsten unter dem Aspekt der bleibenden Gegenwart gefeiert. Sie steht auch im Mittelpunkt des Glaubens an die Gegenwart Christi in der Eucharistie.
Der Kirchenvater Gregor von Nazianz formuliert in seiner dritten theologischen Rede von 379:

„Er wurde als Mensch getauft, aber er vergab als Gott Sünden – nicht weil er selbst Reinigungsriten brauchte, sondern um das Element des Wassers zu heiligen. Er wurde als Mann versucht, und überwand als Gott. Ja, er fordert uns auf, frohen Muts zu sein, denn er hat die Welt überwunden. Er hungerte, aber er speiste Tausende. Ja, er ist das Brot, das Leben gibt und das vom Himmel kommt. Er dürstete, aber er rief, wer da dürstet, der komme zu mir und trinke. Ja, er versprach, dass Quellen lebendigen Wassers aus denen strömen, die glauben. Er war müde, aber er ist die Erquickung derer, die müde und beladen sind. Er zahlt die Tempelsteuer, aber mit einer Münze aus einem Fisch. Ja er ist der König derer, die sie verlangten. […] Er betet, aber er erhört auch Gebete. Er weint, aber er trocknet Tränen. Er fragt, wo Lazarus begraben ist, denn er ist ein Mensch; aber als Gott erweckt er Lazarus vom Tod. Er wird verraten für nur dreißig Silberstücke, aber er erlöst die Welt für einen hohen Preis, denn der Preis war sein eigenes Blut. Als Lamm wird er zur Schlachtbank geführt, aber er ist der Hirte von Israel und jetzt auch von der ganzen Welt. […] Er stirbt, aber er gibt Leben und zerstört den Tod durch seinen Tod. Er ist begraben, aber ist wieder auferstanden.“

Wesentlich für den Rahmen der weiteren theologischen Entwicklung war auch die christologische Definition des Konzils von Chalcedon.

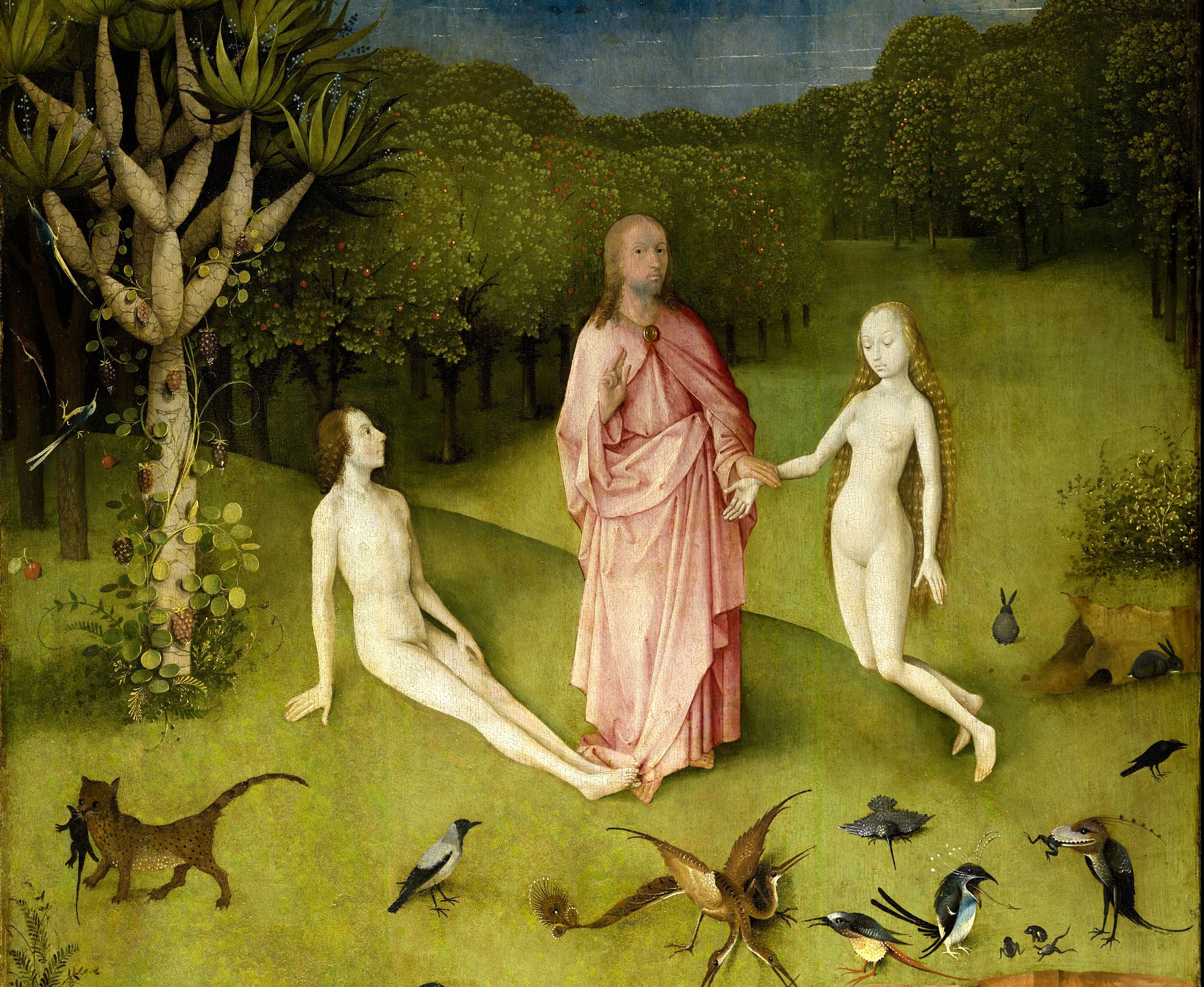
In der Kunst des Mittelalters wurde Gott im Garten Eden und anderen alttestamentlichen Bezügen als Gott der Sohn, schon in der Gestalt Jesu gezeigt, wie hier im Triptychon 'Der Garten der Lüste' von Hieronymus Bosch.

Anselm von Canterbury schreibt zur Frage der Menschwerdung:

„Die Frage lautet nunmehr, wie kann Gott Mensch werden? Denn die göttliche und die menschliche Natur können sich nicht eine in die andere verwandeln, so daß die göttliche zur menschlichen, oder die menschliche zu göttlichen würde; und sie lassen sich auch nicht so vermengen, daß eine neue dritte aus beiden hervorgienge, die dann weder ganz göttlich, noch ganz menschlich wäre. Überhaupt würde ja, wenn das geschehen könnte, daß die eine in die andere aufgienge, entweder nur Gott und kein Mensch, oder nur mehr der Mensch und kein Gott übrig bleiben. Oder falls sie so vermengt würden, daß aus den beiden verstümmelten eine dritte Natur hervorgienge (wie von zwei Tierindividuen verschiedener Arten, einem Männchen und Weibchen, ein drittes geboren wird, das weder die ganze Natur des Vaters, noch die der Mutter hat, sondern eine aus beiden gemischte dritte); so wäre diese weder Gott, noch Mensch. Der Gott-Mensch, bei welchem wir göttliche und menschliche Natur fordern, kann folglich nicht entstehen durch Verwandlung der einen Natur in die andere; auch nicht durch eine stümmelhafte Vermengung beider zu einer dritten, weil all das entweder unmöglich, oder, wenn möglich, bedeutungslos wäre für das, was wir verlangen. Sollten aber auch die beiden Gesamtnaturen auf irgend eine Art etwa in der Weise verbunden werden, daß doch ein Anderer – Mensch und wieder ein Anderer – Gott wäre und folglich nicht der Nämliche Gott wäre, welcher Mensch ist; so können unmöglich die beiden leisten, was zu leisten unerläßlich. Denn Gott wird es nicht leisten, weil er es nicht zu leisten braucht; der Mensch aber wird es nicht leisten, weil er es nicht zu leisten vermag; damit das also der Gott-Mensch leiste, wird es notwendig sein, daß er ebensowohl vollkommen Gott, als auch vollkommen Mensch sei, indem er eine Genugthuung vollbringt, welche nur er vollbringen kann – als wahrer Gott; und zugleich vollbringen soll – als wahrer Mensch. Während mithin ein Gott-Mensch gefunden werden muß – unbeschadet der Vollständigkeit beider Naturen –, thut es doch nicht minder not, daß die beiden vollständigen Naturen in Einer Person sich begegnen, sowie der Leib und die vernünftige Seele in Einem Menschen zusammentreffen, da es nur auf diesem Wege möglich, daß ein- und derselbe vollkommener Gott und vollkommener Mensch sei.“

Für Meister Eckhart ist die Menschwerdung Gottes kein einmaliges Ereignis: „Der Vater gebiert seinen Sohn ohne Unterlass […] Er gebiert mich als seinen Sohn und als denselben Sohn“. Gott sei nicht nur „dort“ – als Jesus von Nazareth – Mensch geworden, sondern „hier wie dort“, „und er ist aus dem Grunde Mensch geworden, dass er auch dich als seinen eingeborenen Sohn gebäre und als nicht geringer“.

### Ablehnung der Vorstellungen einer Menschwerdung Gottes
In der Geschichte des Christentums wurde die Lehre von der Inkarnation Gottes vom Arianismus, später von den Unitariern, den Zeugen Jehovas und anderen Gruppen abgelehnt. Die nicht-trinitarischen Gemeinschaften sprechen nur von Fleischwerdung des Wortes oder Inkarnation des Wortes.
- Für die Zeugen Jehovas, die den präexistenten Christus mit dem Erzengel Michael identifizieren,[5] ist die Fleischwerdung des Wortes die Menschwerdung eines Wesens, das schon vor der Geburt Jesu bestanden hat.
- Für Gemeinschaften mit sozinianistischer Theologie, zum Beispiel Christadelphianer,[6] ist die Fleischwerdung des Wortes, von der Johannes spricht, die Menschwerdung des Plans Gottes durch die Jungfrauengeburt und die wörtliche Erfüllung der Verheißung an Abraham.

## Menschwerdung Gottes in anderen Religionen

### Älteste Erzählungen im Hinduismus
Die Menschwerdung eines Gottes ist zum ersten Mal im Hinduismus erwähnt. In Hunderten von Geschichten wird berichtet, dass Shiva die Gläubigen in Menschengestalt besuche, um ihre Opferbereitschaft und ihren Glauben zu prüfen. Siehe hierzu auch Avatara.

### Mythologie der griechisch-römischen Antike
Zeus entführt als Stier die schöne Königstochter Europa in den „Metamorphosen“ des Ovid; Götter inkarnieren in griechische oder trojanische Krieger auf dem Schlachtfeld in der Ilias; Götter sprechen in menschlicher Gestalt zu Menschen; Halbgötter entstehen aus der Vereinigung von Göttern mit Menschen durch Geburt:
Die Erscheinung eines Gottes in Menschengestalt ist auch in der griechisch-römischen Antike ein verbreitetes mythologisches Motiv. Beispielsweise beschreibt Homer gleich zu Beginn der Odyssee, dass Pallas Athene nach dem Ratschluss der Götter zum Haus des Odysseus eilt, wo sie mit dessen Sohn Telemach in Gestalt eines Fremden spricht, um seine Widerstandskraft gegen die Freier seiner Mutter Penelope zu stärken und damit drohendes Unrecht zu verhindern.
Dem Begriff Menschwerdung nahe ist der Halbgott, der aus dem göttlichen Zeugungsakt zwischen Gott und Mensch der menschlichen Frau oder der weiblichen Gottheit geboren wird – hier wird göttlicher Anteil menschlich!
Hier unterscheidet sich die heidnische Menschwerdung von der christlichen Menschwerdung. Der Sohn Gottes ist in seiner Gottheit ganz und gar Gott und nicht nur Halbgott, oder ein gerechter Mensch, wie das heutige Judentum den Sohn Gottes interpretiert. Aus der Jungfrau Maria wurde die menschliche Natur des Sohnes Gottes geboren, die neu geworden ist. Beide verschiedenen Naturen vereinen sich in der einen Person Jesu, ohne sich zu vermischen.

## Sonstiges

### Philosophie
Der Philosoph Slavoj Žižek sieht das Christentum als einzige Religion, in der Gott selbst für einen Augenblick Atheist gewesen sei und an sich selbst (bei der Kreuzigung) gezweifelt habe (Mk 15,34 ). Seine Lesart des Christentums betont, dass, wenn Gott „einer von uns“ geworden ist, darin die Fähigkeit zu zweifeln impliziert sei, da sie eine logische Konsequenz des bewussten Daseins darstelle. Ohne diesen Zweifel wäre die Menschwerdung Gottes unvollständig gewesen.
Die klassische christliche Auslegung von Markus 15,34 sieht dagegen in dem von Jesus ausgerufenen Zitat des Beginns von Psalm 22 einen deutlichen Verweis auf die gute Allherrschaft Gottes und die Erfüllung von Prophezeiungen durch Jesu (Sie verteilen unter sich meine Kleider und werfen das Los um mein Gewand; Ps 22,19 ). Da Jesus ohne Sünde war (2 Kor 5,21 ), zweifelte er nie schuldhaft an der Wahrheit, insbesondere nicht derjenigen des Vaters im Himmel.

### Judentum
Im Judentum mit seinem strikten ethischen Monotheismus hat es seit jeher eine entschiedene Ablehnung (Avoda sara, hebräisch עבודה זרה Avodah Zarah, deutsch ‚fremder Dienst ‚Götzendienst‘) des heidenchristlichen Konzeptes der Menschwerdung des Gottessohnes gegeben. In der jüdischen Bibel (Tanach) ist es eine häretische Vorstellung, ein von Gott geschaffener Mensch sei Gott bzw. Gott sei Mensch.

„Gott ist kein Mensch, daß er betröge, kein Sohn Adams, daß er sich bedenke. Sollte er wohl sprechen und nicht tun, reden und nicht halten?“

Die ersten Verse des Zehnworts fassen zusammen:
| Ex 20,3–7 – שְׁמוֹת Schemot („Namen“) | Dtn 5,7–10 – הַדְּבָרִים Devarim („Worte“) |
| --- | --- |
| „Du sollst neben mir keine anderen Götter haben.“ | |
| „Du sollst dir kein Gottesbild machen und keine Darstellung von irgendetwas am Himmel droben, auf der Erde unten oder im Wasser unter der Erde.“ | „Du sollst dir kein Gottesbildnis machen, das irgendetwas darstellt am Himmel droben, auf der Erde unten oder im Wasser unter der Erde.“ |
| „Du sollst dich nicht vor anderen Göttern niederwerfen und dich nicht verpflichten, ihnen zu dienen. Denn ich, der Herr, dein Gott, bin ein eifersüchtiger Gott: Bei denen, die mir Feind sind, verfolge ich die Schuld der Väter an den Söhnen, an der dritten und vierten Generation; bei denen, die mich lieben und auf meine Gebote achten, erweise ich Tausenden meine Huld.“ | |
| „Du sollst den Namen des Herrn, deines Gottes, nicht missbrauchen; denn der Herr lässt den nicht ungestraft, der seinen Namen missbraucht.“ | |

Selbst Philo von Alexandria (um 10 v. – 40 n.), der bedeutendste Philosoph des hellenistischen Judentums, lässt seinen lógos λόγος, das Vorbild für den „christlichen Logos“  im Prolog des Johannesevangeliums, nicht zu sárx (griech. σάρξ Fleisch, d. h. Mensch) werden, wie eben später im Johannesevangelium geschehen.